# Lưu Toản
Lưu Toản (tiếng Trung: 劉纂) là tướng lĩnh Đông Ngô thời Tam Quốc trong lịch sử Trung Quốc.

## Cuộc đời
Không rõ quê quán, hành trang ban đầu của Lưu Toản. Lưu Toản lấy con gái thứ của Tôn Quyền làm vợ, nhưng vợ Toản mất sớm. Năm 235, người Lư Lăng là Lý Hoàn, Lộ Cáp, người Đông Dã là Tùy Xuân, người Nam Hải là La Lệ nổi dậy. Quyền sai Lã Đại làm tướng, Lưu Toản, Đường Tư làm phó tướng dẫn quân trấn áp, chém chết Lý Hoàn, La Lệ. Tùy Xuân đầu hàng, nổi dậy bị bình định. Năm 250, thừa tướng Chu Cứ bị ban chết. Tôn Quyền đem con gái út là Tôn Lỗ Dục, vợ của Cứ gả cho Lưu Toản.
Năm 252, Tôn Lượng đăng cơ, Gia Cát Khác, Tôn Tuấn trước sau chấp chính. Năm 255, Tôn Nghi, Trương Di, Lâm Tuân mưu đồ ám sát Tôn Tuấn. Việc bại lộ, Tôn Nghi tự sát, chị của Tôn Lỗ Dục là Tôn Lỗ Ban vu cáo Lỗ Dục tham dự, khiến Lỗ Dục bị xử tử. Năm 256, Lưu Toản khi đó giữ chức Xa kỵ tướng quân, cùng Lã Cứ, Văn Khâm, Chu Dị, Đường Tư dẫn quân bắc phạt. Tháng sau, Tôn Tuấn chết, em trai Tôn Lâm nắm quyền, ép các tướng rút về. Lã Cứ không phục Tôn Lâm, Lâm xin chiếu, ra lệnh cho Lưu Toản đánh Cứ. Lã Cứ bị bao vây, rút gươm tự sát, tru di tam tộc.
Năm 263, Thục Hán diệt vong. Lưu Toản phản đối chủ trương chung sống hòa bình của Lục Khải, đề nghị Tôn Hạo phái gián điệp phá hoại.

## Thư pháp
Theo Cát Hồng, thư pháp gia đại biểu cho đất Ngô gồm có Hoàng Tượng, Lưu Toản, Sầm Bá Nhiên, Chu Quý Bình, đối lập với các thư pháp gia vùng Trung Nguyên là Chung Do, Hồ Chiêu, Trương Chi, Sách Tịnh.

## Trong văn hóa
Trong tiểu thuyết Tam quốc diễn nghĩa, Lưu Toản xuất hiện ở hồi 108, cùng Lã Cứ, Đường Tư làm phó tướng của Đinh Phụng, chia làm ba đường đến cứu viện Đông Hưng.